# 德拉沃切派伊
德拉沃切派伊，是匈牙利巴兰尼亚州所辖的一个村。总面积6.60平方公里，总人口210，人口密度31.8人/平方公里（2011年1月1日）。